# Károly Szentiványi

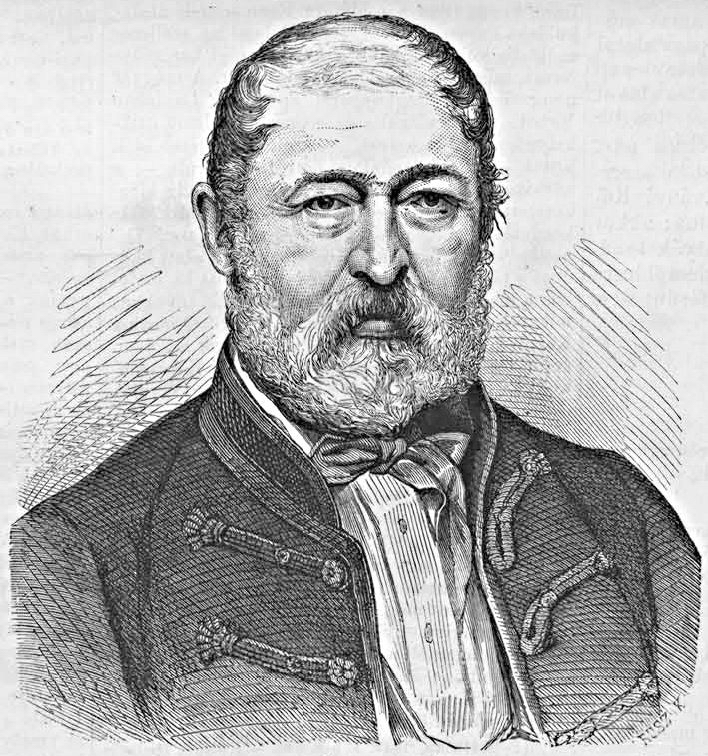
Károly Szentiványi, 1865

Károly Szentiványi von Szentiván (* Januar 1802 in Besztercebánya, Komitat Sohl; † 26. Januar 1877 in Budapest) war ein ungarischer Politiker, Obergespan und Präsident des Abgeordnetenhauses.

## Leben
Szentiványi studierte Jura in Sárospatak und war ab 1824 Notar im Komitat Gömör und Kishont. 1836 wurde er Stuhlrichter im Bezirk Putnok und vertrat das Komitat 1839/1840 und 1847/1848 auf den Landtagen. Von 16. Mai 1848 bis 13. November 1849 war Szentiványi Obergespan des Komitats Gömör und Kishont und damit ex officio Mitglied des Magnatenhauses. Nach Niederschlagung der Ungarischen Revolution 1849 wurde er zum Tode verurteilt, im Oktober 1851 jedoch begnadigt. Auf dem Landtag von 1861 und von 1865 bis 1872 war er Abgeordneter für den Wahlkreis Jolsva und wurde 1865 Präsident des Abgeordnetenhauses. 1877 zog er sich aus der Politik zurück.